# قانون الاحتلال

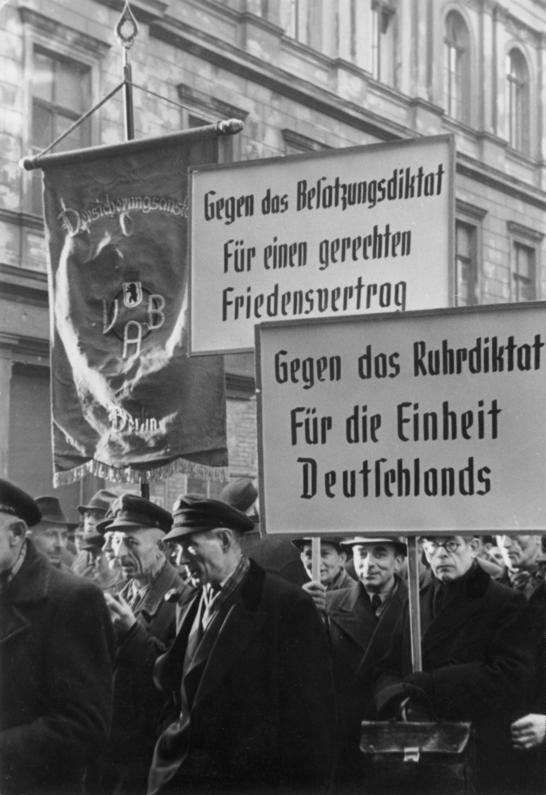
احتجاجات على اتفاقية الرور وضد قانون الاحتلال.

حدد النظام الأساسي للاحتلال في ألمانيا (بالألمانية: Besatzungsstatut)‏ بتاريخ 10 أبريل 1949 أدوار ومسؤوليات الحكومة الألمانية المنشأة حديثًا والمفوضية العليا للحلفاء في ألمانيا الغربية. قام بتمثيله ممثلون أمريكيون وبريطانيون وفرنسيون ودخلت حيز التنفيذ حتى دخلت معاهدات باريس (1954) حيز التنفيذ في 5 مايو 1955.
كان واضعو القانون هم وزير الخارجية الأمريكي دين آتشيسون، ووزير الدولة للشؤون الخارجية وشؤون الكومنولث إرنست بفين، ورئيس الوزراء الفرنسي روبرت شومان، الذين تباحثوا لمدة ثمانية أيام في مؤتمرات مكثفة في واشنطن العاصمة. أعطى قانون الاحتلال ألمانيا سيادة مشروطة واعترف بها في منظمة خطة مارشال كشريك على قدم المساواة. احتفظ الحلفاء بالحق في الحفاظ على قوات الاحتلال في البلاد والسيطرة الكاملة على نزع السلاح وتجريده، ومجالات البحث العلمي ذات الصلة، وتعويضات الحرب، وحوض الرور، ونزع السلاح، والمشردين واللاجئين، والحماية، وهيبة وأمن قوات الاحتلال والأجنبية الشؤون والتجارة الخارجية والتبادل.
طلب ممثلو الحلفاء من المجلس البرلماني صياغة دستور لقبول النظام الأساسي. ورغم أنه واجه مقاومة من الحزب الديمقراطي الاشتراكي، إلا أن المجلس قبل قانون الاحتلال.